# 悪性腫瘍遺伝子検査
悪性腫瘍遺伝子検査(あくせいしゅよういでんしけんさ)は悪性腫瘍の治療法選択のために行われる遺伝子検査。固形腫瘍の腫瘍細胞を被検査物(検体)として行う特殊な病理診断。また特定の悪性腫瘍については詳細な病理診断のために行われる。検査方法はPCR法、SSCP法、RFLP法等である。

## 種類
2008年診療報酬点数表では悪性腫瘍遺伝子検査として以下が掲載されている。
- 肺がん：EGFR遺伝子検査、KRAS遺伝子検査
- 膵がん：KRAS遺伝子検査
- 悪性骨軟部組織腫瘍：EWS-Fli1遺伝子検査、TLS-CHOP遺伝子検査、SYT-SSX遺伝子検査
- 消化管間葉系腫瘍：c-kit遺伝子検査
- 家族性非ポリポージス大腸癌：マイクロサテライト不安定性検査

## 関連事項
- 遺伝子検査／病理診断／手術材料病理診断
- 分子標的治療／モノクローナル抗体
- メガ・ファーマ／製薬／医薬品